# Svol Catena
La Svol Catena è una struttura geologica della superficie di Callisto.